# مير فضل الله
مير فضل الله (بالفارسية: میرفضل‌الله) هي مستوطنة تقع في قسم تيتكانلو الريفي في إيران. يقدر عدد سكانها بـ 109 نسمة .